# Atte-Oudeyi Zanzan
Mohama Atte-Oudeyi Zanzan (Lomé, 2 settembre 1980) è un ex calciatore togolese, di ruolo difensore.

## Carriera

### Club
Ha giocato nel campionato togolese, ivoriano, nigerino, belga, rumeno e canadese.

### Nazionale
Ha collezionato 31 presenze con la maglia della Nazionale.